# Santa Rosa (kommun i Colombia, Cauca, lat 1,50, long -76,50)
Santa Rosa är en kommun i Colombia.   Den ligger i departementet Cauca, i den sydvästra delen av landet, 400 km sydväst om huvudstaden Bogotá. Antalet invånare är 9 579.